# Salvatore Irdi
Salvatore Irdi (fl. XIX-XX secolo) è stato uno scultore italiano.

## Biografia
Di Salvatore Irdi non si conosce né il luogo né la data di nascita: probabilmente napoletano, si formò artisticamente proprio nella città partenopea venendo citato per la prima volta nel 1835 nei registri del Real Museo dove era custodito un suo rilievo in gesso, Faunetto. Nel 1837 fu tra i vincitori del pensionato presso la Reale Accademia del disegno di Napoli per poi continuare la sua formazione a Roma nel 1841, studiando sui modelli di Antonio Canova e Bertel Thorvaldsen. Da questo periodo partecipò a mostre e esposizioni.
Nel 1841 realizzò un rilievo, Vittoria tra il Genio della fama e il Valore, per lo scalone d'onore del Palazzo Reale di Napoli, nel 1851 La restaurazione delle somme chiavi per il tempio di San Francesco a Gaeta, mentre nel 1852 partecipò senza successo al bando per il restauro dell'arco trionfale del Maschio Angioino. È citato nel 1853 come professore onorario presso l'Accademia di Napoli e per il progetto, mai realizzato, di una statua dedicata a Carlo III di Spagna. Nello stesso anno partecipò alla realizzazione dell'altare maggiore della chiesa del Gesù Nuovo: in particolare eseguì un paliotto in bronzo con raffigurazione di La promessa eucaristica. Nel 1865 è ancora, nonostante risiedesse a Roma, tra i professori del Real Istituto di belle arti di Napoli. Nel 1905 portò a compimento delle lunette nelle quali sono raffigurati gli Emblemi di santa Restituta, collocati sulla torre di sinistra della facciata del duomo di Napoli. Non si conosce né la data né il luogo di morte.

## Opere
- Cacciatore
- Castità
- Dedalo e Icaro
- Emblemi di santa Restituta, Duomo di Napoli, Napoli
- Faunetto
- I figli di Giacobbe che riportano al padre la tunica di Giuseppe
- Innocenza
- La famiglia di Adamo
- La promessa eucaristica, chiesa del Gesù Nuovo, Napoli
- La Religione trionfa sull'anarchia con l'aiuto di Pio IX e Ferdinando II
- La restaurazione delle somme chiavi, tempio di San Francesco, Gaeta
- Ninfa con capretto e Sansone e Dalila
- Pastore che suona la piva con un cane
- Teseo
- Venere
- Vittoria tra il Genio della fama e il Valore, Palazzo Reale, Napoli